# سوفاج (عطر)
سوفاج أو أو سوفاج (بالفرنسية: Eau Sauvage) (تعني المياه البرية) هو عطر للرجال من إنتاج عطورات كريستيان ديور وتصميم صانع العطور إيدمون رودنيتسكا. تم تقديم العطر في عام 1966، وكان أول عطر من ديور للرجال.
يُزعم أن اسم العطر هو نتيجة وصول متأخر من صديق كريستيان ديور بيرسي سافاج إلى منزل ديور. طلب ديور من سافاج المساعدة في العثور على اسم لعطر للرجال. عندما وصل سافاج، أعلنه كبير خدم ديور بأنه «السيد سوفاج»؛ قرر المصمم أن «أوه، سوفاج» سيكون اسمًا مناسبًا.
عند صدوره، ظهرت إعلانات عن العطر بمشاركة الممثل الفرنسي آلان ديلون.